# Tunturi

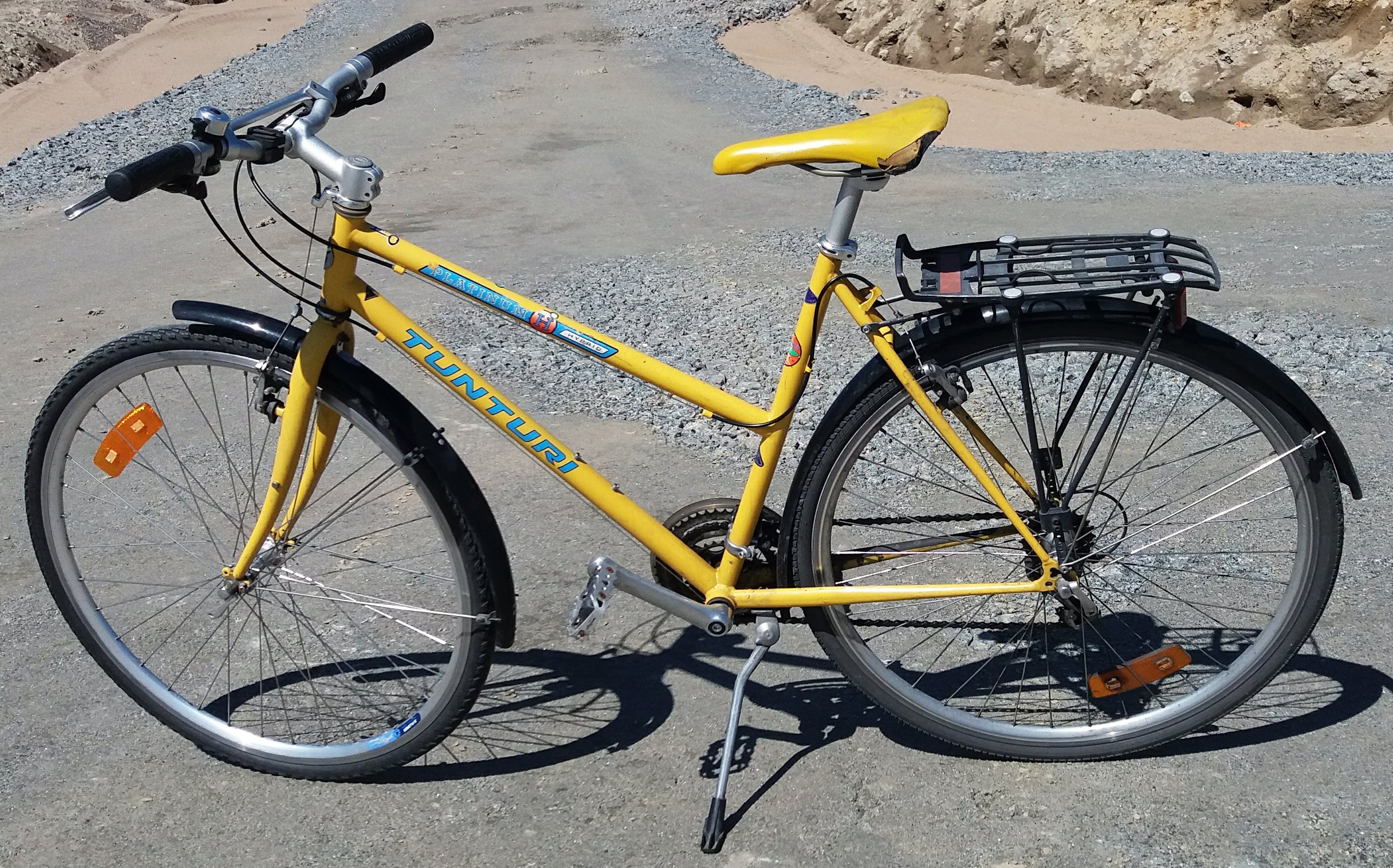
Tunturi cykel

Tunturi är en finsk cykel-  och konditionsredskapstillverkare. Tidigare även tillverkare av mopeder. Tunturi är stationerat i Åbo.
Tunturi grundades av bröderna Aarne och Eero Harkke år 1922. Efter att ha varit ägt av banken Merita såldes Tunturi till nederländska Accell Group år 2003.
År 2006 beslöt Tunturi att flytta produktionen av cyklar till Ungern.
Tunturi säljer också konditionsredskap för hemmabruk, bland annat motionscyklar, löpmattor och crosstrainers.

## Mopeder

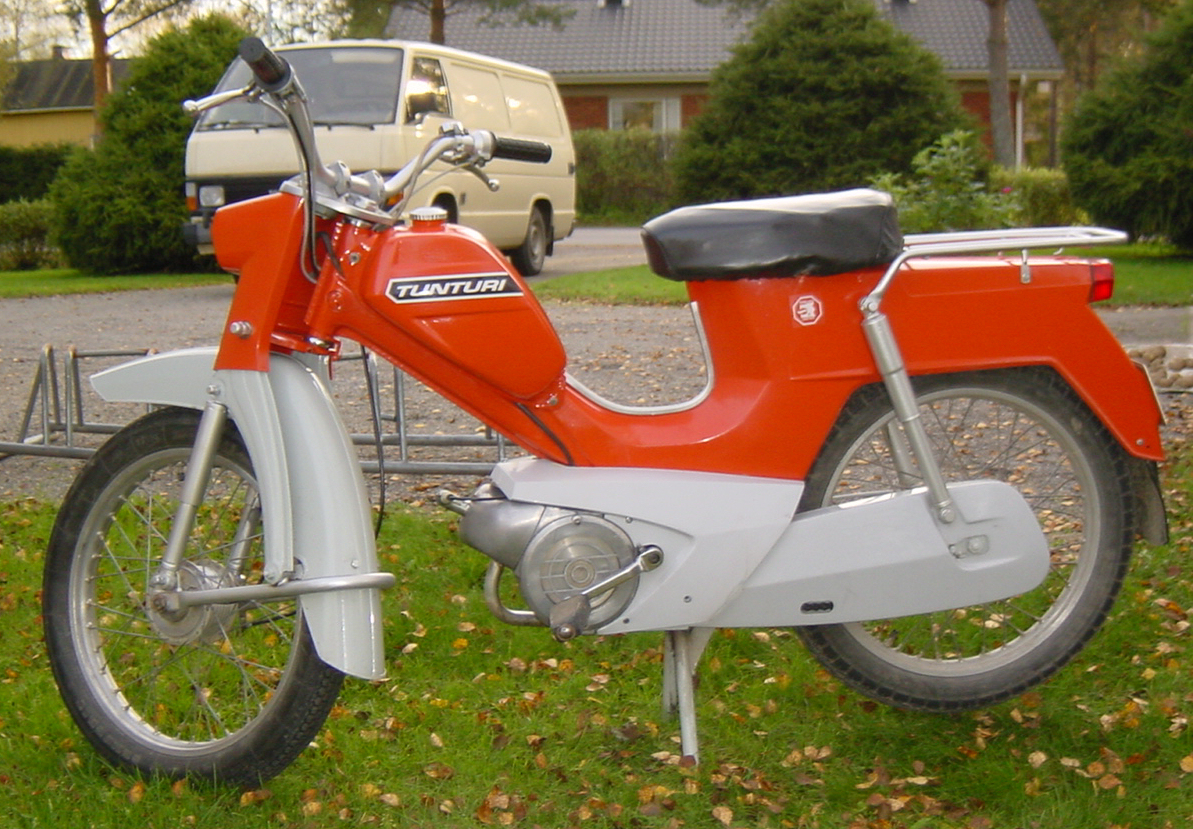
En Tunturi-moped från 1972.

Tunturi tillverkade mopeder från 1950-talet till 1996. Följande modeller producerades:
- Tunturi Tuisku
- Tunturi Maxi
- Tunturi Automat
- Tunturi Start
- Tunturi Classic
- Tunturi Sport
- Tunturi Super Sport
- Tunturi Trial
- Tunturi DX
- Tunturi Tiger
- Tunturi Tiger S
- Tunturi Tiger Air
- Tunturi Tiger Aqua
- Tunturi Hopper
- Tunturi Magnum X
- Tunturi City
- Tunturi Lähetti
- Tunturi Break
- Tunturi Mikro